# Cnemoscopus rubrirostris
A Cnemoscopus rubrirostris a madarak osztályának verébalakúak (Passeriformes) rendjébe és a tangarafélék (Thraupidae) családjába tartozó Cnemoscopus nem egyetlen faja.

## Rendszerezése
A fajt Frédéric de Lafresnaye francia ornitológus írta le 1840-ben, az Arremon nembe Arremon rubrirostris néven.

## Alfajai
- Cnemoscopus rubrirostris chrysogaster (Taczanowski, 1875)
- Cnemoscopus rubrirostris rubrirostris (Lafresnaye, 1840)[2]

## Előfordulása
Az Andokban, Kolumbia, Ecuador és Venezuela területén honos. Természetes élőhelyei a szubtrópusi és trópusi hegyi esőerdők.

## Megjelenése
Testhossza 17 centiméter.

## Természetvédelmi helyzete
Az elterjedési területe nagyon nagy, egyedszáma ugyan csökken, de még nem éri el a kritikus szintet. A Természetvédelmi Világszövetség Vörös listáján nem fenyegetett fajként szerepel.